# ニコラス・ロデイロ
マルセロ・ニコラス・ロデイロ・ベニテス（Marcelo Nicolás Lodeiro Benítez, 1989年3月21日 - ）は、ウルグアイ・パイサンドゥー出身のプロサッカー選手。メジャーリーグサッカー・オーランド・シティSC所属。元ウルグアイ代表。ポジションはミッドフィールダー。

## 経歴

### クラブ
2003年、地元のクラブでプレーしていたところをスカウトされ、名門ナシオナル・モンテビデオのユースチームに加入した。2007年、トップチームに昇格し、8月19日のフェニックス戦でデビューした。
2009年のコパ・リベルタドーレスでは、セカンドステージ初戦のウニベルシダ・サン・マルティン戦 (2-1) に途中出場して90分に決勝点を挙げ、その後はレギュラーに定着した。ホームとアウェーのナシオナル・アスンシオン戦、ホームでのリーベル・プレート戦でも得点し、セカンドステージで6試合4得点を記録したことで同大会のチーム内得点王に輝いた。決勝トーナメントではサン・ルイス（不戦勝）、パルメイラスに勝利したが、準決勝でエストゥディアンテスに敗れた。同年にはウルグアイのエル・パイス紙による南米ベストイレブンに選ばれた。
2010年1月、アヤックス・アムステルダムに移籍した。2月7日、FCトゥウェンテ戦でデビューを果たし、3月25日、KNVBカップのゴー・アヘッド・イーグルス戦で初ゴールを記録した。
2016年7月27日、シアトル・サウンダーズFCに移籍した。
2024年1月4日、オーランド・シティSCに移籍した。

### 代表
U-20ウルグアイ代表として2009 南米ユース選手権では3ゴールを、2009 FIFA U-20ワールドカップでは2ゴールを決めた。またA代表として2010 FIFAワールドカップ・予選の大陸間プレーオフ、コスタリカ代表戦でデビューを果たした。
2010年5月29日、2010 FIFAワールドカップ本大会に出場する23人に選ばれた。6月12日に行われた初戦のフランス戦で後半途中出場するも18分間のプレーで2度警告を受け退場。2010 FIFAワールドカップの退場第1号という不名誉な称号をもらった。
2011年6月23日のエストニアとの親善試合で代表初得点を挙げた。

## 代表歴

### 出場大会
- ウルグアイ代表
  - 2010 FIFAワールドカップ
  - 2014 FIFAワールドカップ

### 試合数
- 国際Aマッチ 60試合 5得点（2009年-2019年）[11]

| ウルグアイ代表 | 国際Aマッチ | 国際Aマッチ |
| 年             | 出場        | 得点        |
| -------------- | ----------- | ----------- |
| 2009           | 2           | 0           |
| 2010           | 5           | 0           |
| 2011           | 5           | 1           |
| 2012           | 2           | 0           |
| 2013           | 10          | 2           |
| 2014           | 11          | 0           |
| 2015           | 9           | 0           |
| 2016           | 7           | 1           |
| 2017           | 2           | 0           |
| 2018           | 1           | 0           |
| 2019           | 6           | 1           |
| 通算           | 60          | 5           |

## タイトル

### クラブ
ナシオナル・モンテビデオ
- プリメーラ・ディビシオン：2008-09

アヤックス・アムステルダム
- エールディヴィジ：2010-11
- KNVBカップ：2009-10

シアトル・サウンダーズFC
- MLSカップ：2016, 2019
- CONCACAFチャンピオンズリーグ：2022